# Transkonduktanzverstärker
Ein Transkonduktanzverstärker (VC-OPV oder VC-OP), auch als Operational-Transconductance-Amplifier (OTA) bezeichnet, ist ein spezieller Operationsverstärker, der die Differenzspannung an den beiden Eingängen in einen proportionalen Ausgangsstrom umwandelt. Üblicherweise wird er wie andere Operationsverstärker als integrierte Schaltung realisiert.

## Allgemeines

Schaltsymbol eines Transkonduktanzverstärkers

Schaltsymbol eines OTA, wie es in der englischsprachigen Fachliteratur üblich ist

Im Gegensatz zum klassischen Operationsverstärker mit niederohmigem Spannungsausgang besitzt der Transkonduktanzverstärker einen hochohmigen Stromausgang. Bei Bedarf kann an die Ausgänge ein Impedanzwandler angeschlossen werden, um einen Spannungsausgang zu erhalten.
Weitere Unterschiede zum Operationsverstärker mit Spannungsausgang sind:
1. VC-OPs sind intern nur mit Transistoren und Dioden ohne ohmsche Widerstände realisiert.[1] Wie alle andere OP-Typen können sie mit Bipolartransistoren oder Feldeffekttransistoren aufgebaut werden.
2. Ein VC-OP kann ohne externe Gegenkopplung mit offener Schleife linear betrieben werden. Das ist möglich, da der am Ausgang zwingend notwendige Widerstand die Ausgangsspannung beeinflusst und durch Wahl eines entsprechenden externen Widerstandes eine Sättigung des VC-OP vermieden werden kann.

Eine sich daraus ergebende Besonderheit ist, dass sich mit einem OTA analoge Schaltungen wie analoge Filter ohne ohmsche Widerstände aufbauen lassen. Ohmsche Widerstände mit entsprechender Genauigkeit sind fertigungstechnisch nur schwer in integrierten Schaltungen zu realisieren. OTAs spielen daher als Basiselement bei frei programmierbaren analogen Schaltungen wie dem Field Programmable Analog Array (FPAA) eine Rolle.
Ein OTA kann bei nicht zu hohem Anspruch an die Genauigkeit im NF-Bereich als Analogmultiplizierer eingesetzt werden (siehe Funktion). Damit lassen sich z. B. Modulatoren, spannungsgesteuerte Lautstärkeregler, Kompander etc. relativ leicht realisieren.
Der erste Transkonduktanzverstärker CA3080 wurde 1969 von der Firma RCA hergestellt. Der CA 3080 hat den Nachteil, dass die Verzerrungen bei Eingangsspannungen über 25 mV stark ansteigen. Heute sind OTAs von verschiedenen Herstellern erhältlich. Beispiele sind der LM13700 von National Semiconductor oder der LT1228 von Linear Technology. Als eigenständige Schaltung besitzt der OTA aber nicht die Bedeutung wie der Operationsverstärker mit Spannungsausgang.

## Funktion
Die grundlegende Funktion ist gegeben durch:
{\displaystyle I_{\mathrm {a} }=(U_{\mathrm {+} }-U_{\mathrm {-} })\,g_{\mathrm {m} }=U_{\mathrm {D} }\,g_{\mathrm {m} }}
mit dem Ausgangsstrom {\displaystyle I_{\mathrm {a} }}, der Eingangsdifferenzspannung {\displaystyle U_{\mathrm {D} }} und der Übertragungssteilheit bzw. Transkonduktanz {\displaystyle g_{\mathrm {m} }}. Die Übertragungssteilheit hat die Dimension eines elektrischen Leitwerts.
Eine Ausgangsspannung {\displaystyle U_{\mathrm {a} }} kann durch einen externen Lastwiderstand {\displaystyle R_{\mathrm {a} }} gewonnen werden:
{\displaystyle U_{\mathrm {a} }=I_{\mathrm {a} }\,R_{\mathrm {a} }}
Die Spannungsverstärkung {\displaystyle G} ist damit gegeben als:
{\displaystyle G={\frac {U_{\mathrm {a} }}{U_{\mathrm {D} }}}=R_{\mathrm {a} }\,g_{\mathrm {m} }}
Die Konduktanz {\displaystyle g_{\mathrm {m} }} des Verstärkers kann typischerweise über drei bis vier Dekaden eingestellt werden. Dazu ist ein (in den Schaltsymbolen meist nicht dargestellter) eigener Kontrolleingang vorgesehen, bei dem mit einem Steuerstrom {\displaystyle I_{\mathrm {ABC} }} der Arbeitspunkt verstellt werden kann. Der in Datenblättern und der Fachliteratur gebräuchliche Index {\displaystyle \mathrm {ABC} } steht für Amplifier Bias Current. Dieser Strom hat mit der Übertragungssteilheit den folgenden Zusammenhang:
{\displaystyle g_{\mathrm {m} }={\frac {I_{\mathrm {ABC} }}{2\,U_{\mathrm {T} }}}}
Die Übertragungsfunktion kann damit auch so geschrieben werden:
{\displaystyle I_{\mathrm {a} }=U_{\mathrm {D} }\cdot g_{\mathrm {m} }=U_{\mathrm {D} }\cdot {\frac {I_{\mathrm {ABC} }}{2\,U_{\mathrm {T} }}}}
Der Ausgangsstrom ist also innerhalb der beschriebenen Grenzen proportional zum Produkt aus der Differenzspannung am Eingang mal dem Biasstrom.
Die dabei auftretende Temperaturspannung {\displaystyle U_{\mathrm {T} }} weist bei Raumtemperatur einen Wert von ungefähr 25 mV auf.